# Bhāsa
Bhāsa a fost un scriitor dramatic indian, care a trăit prin secolul al III-lea sau al IV-lea d.Hr.
Este considerat primul mare scriitor în limba sanscrită.

## Opera
Bhāsa a fost autorul a 13 drame, inspirate din Mahābhārata și Ramayana, dintre care putem menționa:
- Pratima-nataka: "Statuile"
- Abhisheka-natka: "Încoronarea"
- Panch-ratra: "Cele cinci nopți"
- Madhyama-vyayoga: "Cel din mijloc"
- Duta-Ghattotkacha: "Ghattotkacha ca trimis"
- Duta-Vakya : "Mesajul soliei"
- Uru-bhanga: "Coapsa frântă"
- Karna-bhara: "Povara lui Karna"
- Harivamsa or Bala-charita: "Dinastia lui Hari" sau "Povestea Copilăriei"